# Groß Wittensee
Groß Wittensee település Németországban, Schleswig-Holstein tartományban. Lakosainak száma 1348 fő (2023. december 31.).

## Népesség
A település népességének változása:
| Lakosok száma | 962  | 1206 | 1196 | 1322 | 1339 | 1348 |
|               | 1975 | 2017 | 2019 | 2021 | 2022 | 2023 |